# Хайми Абдулла Ньяринг
Мухаммад Хайми бин Абдулла Ньяринг (малайск. Muhammad Haimie bin Abdullah Nyaring (ранее известный как  Хайми Анак Ньяринг  малайск. Haimie Anak Nyaring; род. 31 мая 1998, муким Бангар, Тембуронг, Бруней) — брунейский футболист, вратарь клуба ДПММ, игрок национальной сборной Брунея.

## Карьера

### Клубная
В юности Хайми изначально был защитником, и он даже представлять Бруней на турнире среди юношей до 15 лет, проходившем в Малайзии в июне 2013 года, играя на этой позиции. В 2015 году, когда его пригласил «Панчор Мурай», дебютировавший в Премьер-лиге Брунея в 2015 году, он поменял позицию и стал во вратарем. В следующем сезоне 2016 года Футбольная ассоциация Брунея отпраивл Хэйми играть за «Табуан U21», команду национальной сборной до 21 года в Суперлиге. Во время своего пребывания там он был по большей части дублером Иширы Асмина Джабиди.
Хайми вернулся в «Панчор Мурай» в первой половине 2017 года, но, к сожалению, его команда заняла последнее место в Премьер-лиге, набрав всего 5 очков из 24 возможных. Его выступления за сборную страны до 23 лет дали толчком к его переходу в клуб «Индера» во второй половине сезона Суперлиги 2017/2018 года, где он стал игроком основного состава. В конце сезона он стал лучшим игроком лиги, несмотря на то, что он в клуб прошёл только в половине сезона, а сама «Индера» заняла третье место.
В феврале 2018 года Хайми присоединился к профессиональной команде Брунея ДПММ после того, как произвел впечатление на нового главного тренера Рене Вебера на предсезонных сборах. Он дебютировал в чемпионате Брунея в матче против «Хоум Юнайтед» 7 апреля 2018 года, его клуб одержал победу со счетом 4-2, но, к сожалению, он в этом матче отметился автоголом на 75-й минуте. 3 июня 2018 года он был удален с поля за агрессивное поведение в отношении игрока клуба «Альбирекс Ниигата Сингапур» Таку Моринаги на 74-й минуте матча, в котором его команда проиграл со счетом 5:0.

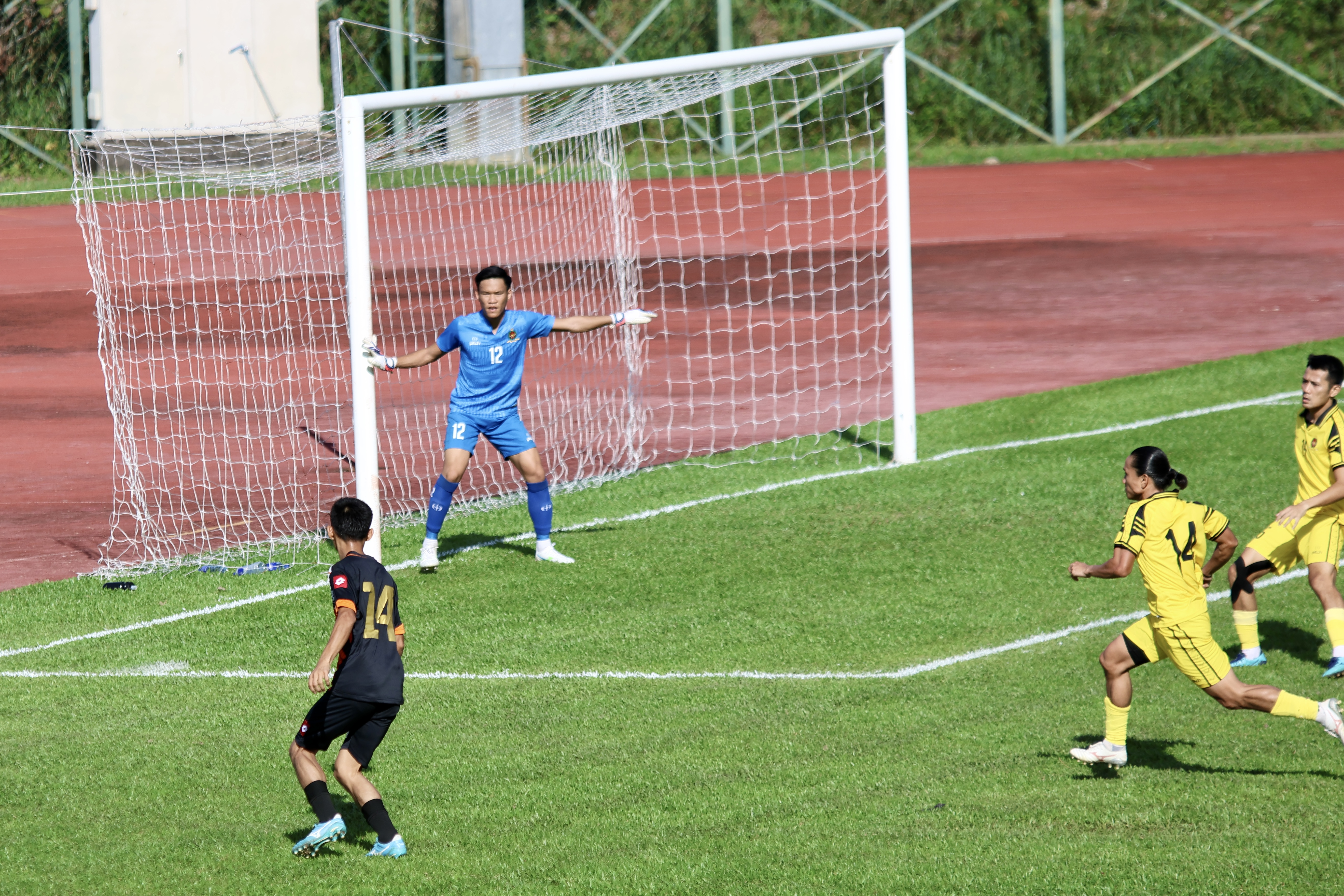
Хэйми в составе ДПММ против «Кота Рейнджер» во время финала Кубка Брунея 2022 года

Хэйми потерял свое место в стартовом составе в сезоне 2019 года после того, как капитаном клуба стал опытный голкипер Вардун Юссоф, которому доверял выход на поле новый тренер Адриан Пеннок. Хейми провел свой единственный матч в лиге 18 июля против «Хуган Юнайтед», проиграв со счетом 3-1 после того, как Вардан получил травму на разминке перед игрой. Он также участвовал в двух матчах Кубка Сингапура, включая матч за третье место против «Гейланг Интернэшнл» 2 ноября 2019 года, когда после того, как команды перешли к послематчевым пенальти после счета 2-2, Хэйми смог забить свой пенальти после всех 20. Попытки полевых игроков увенчались успехом. Сразу после этого Зайнол Гулам отразил пенальти Андрея Воронкова, и ДПММ проиграл и занял 4 место.
Хейми покинул ДПММ в начале 2020 года, чтобы начать карьеру в Королевской полиции Брунея. Он вернулся в команду в июне 2021 года, перед началом сезона Суперлиги Брунея 2021 года.
4 декабря 2022 года Хайми вышел в стартовом составе за ДПММ в финале Кубка Брунея, выиграв трофей после победы со счетом 2:1 над «Касукой».

### Международная
В январе 2016 года в составе «Табуана U21» Хайми был приглашен тренироваться со всей национальной командой на региональном турнире в малайзийском Сабахе. В октябре 2017 года он присоединился к сборной Брунея до 22 лет в двух товарищеских матчей против малайзийской команды. Он не был выбран для участия в квалификационных матчах к Чемпионату АСЕАН 2016 года и Кубка солидарности АФК 2016 года, вместо него был выбран Ишира Асмина Джабиди.
2017 год для Хайми был удачным, он был выбран основным вратарём в первом матче квалификации чемпионата Азии 2018 года среди молодёжи до 23 лет, который проходил в Мьянме в июле 2017 года, где он сыграл за сборную Брунея до 23 лет, против Австралии. Он сыграл превосходно, сделал 10 сейвов только в первом тайме, прежде чем пропустил с пенальти от Джорджа Блэквуда на 53-й минуте и от Райли Макгри в последние пять минут встречи, матч завершился со счетом 2-0 в пользу Австралии. Он получил похвалу от тренера соперника Хосепа Гомбау и впоследствии сохранил свое место до конца турнира.
В следующем месяце юноши до 23 лет приняли участие на Играх Юго-Восточной Азии, которые прошли в Куала-Лумпуре (Малайзия). Хэйми начал первую игру турнира против хозяев и снова свел счет к минимуму, лишь дважды пропустив. Последовали два поражения от Мьянмы и Лаоса, в которых он пропустил девять безответных голов. Он был заменен на Иширу в последней игре против Сингапура.
В декабре 2017 года Хайми был вызван в национальную сборную на Кубок мира солидарности с цунами в Ачехе и сыграл в матче против Индонезии, который завершился поражением со счетом 4-0. В августе 2018 года он был вызван в сборную Брунея для участия в квалификационных матчах Чемпионата АСЕАН 2018 года против Восточного Тимора. Свой первый полный матч за сборную он сыграл 1 сентября 2018 года в первом матче против Восточного Тимора в Куала-Лумпуре, проиграв со счетом 3-1. Он сохранил чистый результат в ответном матче дома, но сборная не смогла пройти квалификацию на турнир, так как 8 сентября 2018 года одержала победу лишь со счетом 1: 0 на национальном стадионе «Хассанал Болкиах».
Хайми играл за Бруней U23 в квалификационных играх чемпионата Азии среди среди молодёжных команд, проходивших во Вьетнаме, начиная со второго матча 24 марта 2019 года против Таиланда, в котором он отметился автоголом, а сам матч завершился поражении со счетом 0-8. Он также был в стартовом составе в следующей игре против Индонезии, которая закончилась поражением Брунея со счетом 2-1.
Несмотря на то, что он уступил место Вардуну Юсофу в качестве основного вратаря ДПММ в сезоне 2019 года, он был первым вратарем национальной сборной против Монголии в квалификационных матчах чемпионата мира 2022 года в июне 2019 года. Брунейцам не удалось пройти во второй раунд, проиграв по сумме двух матчей 2-3.

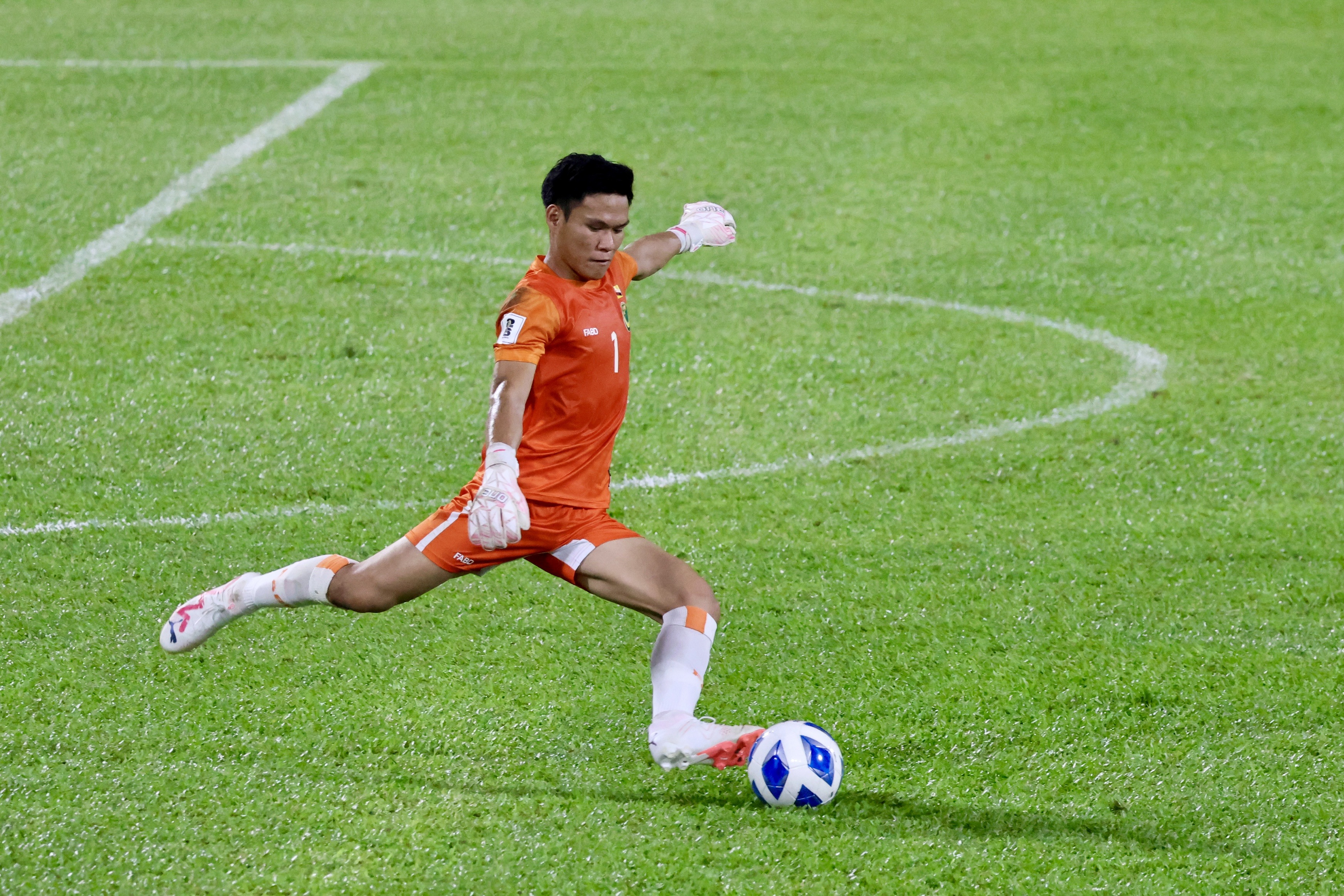
Хайми играет против сборной Индонезии во время квалификации чемпионата мира по футболу 2026 года

Хайми был выбран для участия в футбольном турнире 30-х Игр Юго-Восточной Азии, которые проходили на Филиппинах в ноябре-декабре 2019 года. Он сыграл в трёх матчах из пяти, включая третью игру против Лаоса, когда его пришлось заменить из-за удаления Иширы Асмин Джабиди.
В 2022 году Хэйми сыграл в трёх из четырёх товарищеских матчей за национальную сборную в рамках подготовки к квалификации чемпионата АСЕАН 2022 года, сохранив ворота в неприкосновенности в домашнем матче против Лаоса 27 сентября, который закончился со счетом 1:0 в пользу Брунея. Он сыграл в обоих матчах отборочного матча против Восточного Тимора, который проходил в Брунее в начале ноября. Брунею удалось пройти квалификацию на турнир победив с общим счетом 6:3 по сумме двух матчей. На региональном турнире Хайми сыграл во всех четырёх играх и, несмотря на пропущенные 22 гола, выступил хорошо, так что главный тренер Марио Ривера назначил его капитаном в матчах против Филиппин и Камбоджи.
6 июня 2023 года Хейми играл за сборную против Гонконга в качестве капитана команды в выездном товарищеском матче и пропустил десять голов. Затем он был выбран национальной сборной для участия в квалификационных матчах чемпионата мира 2026 года против Индонезии в октябре 2023 года, начав обе игры в стартовом составе, которые завершились с разгромным общим поражением 0-12. На 70-й минуте ответного матча дома он был удален с поля, и его заменил Ишира Асмин.

## Достижения
ДПММ
- Победитель чемпионата Сингапура: 2019
- Обладатель Кубок Брунея: 2022

## Личная жизнь
По национальности — брунейский ибан. Принял ислам.